# Đằng Giang
Đằng Giang là một phường cũ từng thuộc quận Ngô Quyền, thành phố Hải Phòng, Việt Nam.

## Địa lý
Phường Đằng Giang có diện tích 1,90 km², dân số năm 2022 là 22.025 người, mật độ dân số đạt 11.592 người/km².

## Lịch sử
Ngày 7 tháng 4 năm 1966, Chính phủ ban hành Quyết định số 67-CP về việc thành lập huyện An Hải trên cơ sở huyện An Dương và huyện Hải An. Khi đó, xã Đằng Giang thuộc huyện An Hải.
Ngày 17 tháng 2 năm 1987, Hội đồng Bộ trưởng ban hành Quyết định số 38-HĐBT về việc:
- Sáp nhập xã Đằng Giang thuộc huyện An Hải vào quận Ngô Quyền quản lý.
- Thành lập phường Đằng Giang thuộc quận Ngô Quyền trên cơ sở toàn bộ 201 ha đất với 8.900 nhân khẩu của xã Đằng Giang và 7 ha đất với 1.127 nhân khẩu của phường Lạch Tray.

Phường Đằng Giang có 208 ha đất và 10.027 nhân khẩu.
Ngày 20 tháng 7 năm 2022, HĐND TP. Hải Phòng ban hành Nghị quyết số 26/NQ-HĐND về việc:
- Thành lập tổ dân phố số 4 trên cơ sở tổ dân phố một phần của tổ dân phố số 1 Đông Bắc và tổ dân phố số 2 Đông Bác.
- Thành lập tổ dân phố số 5 trên cơ sở 4 tổ dân phố: số 1 Nam Sơn, số 2 Nam Sơn, số 3 Nam Sơn, số 4 Nam Sơn.
- Thành lập tổ dân phố số 6 trên cơ sở 3 tổ dân phố: số 1 Đông Hải, số 2 Đông Hải, số 3 Đông Hải và một phần của tổ dân phố số 1 Đông Bắc.
- Thành lập tổ dân phố số 8 trên cơ sở 3 tổ dân phố: số 1 Văn Cao, số 2 Văn Cao, số 3 Văn Cao.
- Thành lập tổ dân phố số 9 trên cơ sở 2 tổ dân phố: số 3 Nam Pháp 1, số 4 Nam Pháp 1 và một phần của tổ dân phố số 2 Nam Pháp 1.
- Thành lập tổ dân phố 10 trên cơ sở 3 tổ dân phố: số 1 Tập thể 3 tầng, số 2 Tập thể 3 tầng, số 1 Nam Pháp 1, một phần của tổ dân phố số 2 Nam Pháp 1 và một phần của tổ dân phố số 1 Nam Pháp phố.
- Thành lập tổ dân phố 11 trên cơ sở 2 tổ dân phố: số 1 Nam Pháp 2, số 2 Nam Pháp phố và một phần của tổ dân phố số 1 Nam Pháp phố.
- Thành lập tổ dân phố 12 trên cơ sở 2 tổ dân phố: số 2 Nam Pháp 2, số 3 Nam Pháp 2 và một phần của tổ dân phố số 4 Nam Pháp 2.
- Thành lập tổ dân phố 13 trên cơ sở 2 tổ dân phố: số 5 Nam Pháp 2, số 6 Nam Pháp 2 và một phần của tổ dân phố số 4 Nam Pháp 2.

Ngày 16 tháng 6 năm 2025, Ủy ban Thường vụ Quốc hội ban hành nghị quyết sắp xếp đơn vị hành chính cấp xã của thành phố Hải Phòng năm 2025. Theo đó, toàn bộ diện tích tự nhiên, quy mô dân số của phường Đằng Giang được sắp xếp với một phần diện tích tự nhiên, quy mô dân số của phường Cầu Đất, phường Lạch Tray, phường Gia Viên,  phường Đông Khê thành phường mới có tên gọi là phường Gia Viên.